# Campionati del mondo di atletica leggera indoor 2018 - Salto con l'asta maschile
La gara del salto con l'asta maschile dei campionati del mondo di atletica leggera indoor 2018 si è svolta il 4 marzo.

## Podio
| Pos.    | Atleta            | Nazionalità | Misura |
| ------- | ----------------- | ----------- | ------ |
| Oro     | Renaud Lavillenie | Francia     | 5,90 m |
| Argento | Sam Kendricks     | Stati Uniti | 5,85 m |
| Bronzo  | Piotr Lisek       | Polonia     | 5,85 m |

## Situazione pre-gara

### Record
Prima di questa competizione, il record del mondo indoor e il record dei campionati erano i seguenti.
| Record                | Prestazione | Atleta                    | Data                                          | Competizione                     |
| --------------------- | ----------- | ------------------------- | --------------------------------------------- | -------------------------------- |
| Record mondiale       | 6,16 m      | Renaud Lavillenie Francia | 15 febbraio 2014 Donec'k, Ucraina             |                                  |
| Record dei campionati | 6,02 m      | Renaud Lavillenie Francia | 17 marzo 2016 Portland, Stati Uniti d'America | Campionati del mondo indoor 2016 |

### Campioni in carica
I campioni in carica a livello mondiale erano:
| Campione        | Atleta                       | Prestazione | Data                                           | Competizione                     |
| --------------- | ---------------------------- | ----------- | ---------------------------------------------- | -------------------------------- |
| Olimpico        | Thiago Braz da Silva Brasile | 6,03 m      | 15 agosto 2016 Rio de Janeiro, Brasile         | Giochi della XXXI Olimpiade      |
| Mondiale indoor | Renaud Lavillenie Francia    | 6,02 m      | 17 marzo 2016 Portland (Stati Uniti d'America) | Campionati del mondo indoor 2016 |

### La stagione
Prima di questa gara, gli atleti con le migliori tre prestazioni dell'anno erano:
| Pos. | Atleta                    | Prestazione | Data                                       |
| ---- | ------------------------- | ----------- | ------------------------------------------ |
| 1    | Renaud Lavillenie Francia | 5,93 m      | 25 febbraio 2018 Clermont-Ferrand, Francia |
| 2    | Sam Kendricks Stati Uniti | 5,93 m      | 25 febbraio 2018 Clermont-Ferrand, Francia |
| 3    | Piotr Lisek Polonia       | 5,91 m      | 15 febbraio 2018 Toruń, Polonia            |

## Risultati

### Finale
La finale diretta si è tenuta il 4 marzo alle ore 15:00.
| Pos. | Nome                   | Nazionalità | 5,54 | 5,60 | 5,70 | 5,80 | 5,85 | 5,90 | 5,95 | 6,00 | Misura | Note                          |
| ---- | ---------------------- | ----------- | ---- | ---- | ---- | ---- | ---- | ---- | ---- | ---- | ------ | ----------------------------- |
|      | Renaud Lavillenie      | Francia     | -    | -    | o    | -    | o    | xo   | -    | xxx  | 5,90 m |                               |
|      | Sam Kendricks          | Stati Uniti | o    | o    | o    | x-   | o    | xx-  | x    |      | 5,85 m |                               |
|      | Piotr Lisek            | Polonia     | -    | xo   | -    | x-   | o    | xxx  |      |      | 5,85 m |                               |
| 4    | Kurtis Marschall       | Australia   | xo   | o    | o    | o    | x-   | xx   |      |      | 5,80 m | Miglior prestazione personale |
| 5    | Emmanouīl Karalīs      | Grecia      | xo   | o    | xo   | o    | x-   | xx   |      |      | 5,80 m | Miglior prestazione personale |
| 5    | Raphael Holzdeppe      | Germania    | o    | xo   | xo   | o    | x-   | xx   |      |      | 5,80 m |                               |
| 7    | Konstadínos Filippídis | Grecia      | xo   | o    | o    | x-   | xx   |      |      |      | 5,70 m |                               |
| 7    | Armand Duplantis       | Svezia      | o    | xo   | o    | x-   | x-   | x    |      |      | 5,70 m |                               |
| 9    | Melker Svärd Jacobsson | Svezia      | o    | xxo  | xo   | xx-  | x    |      |      |      | 5,70 m |                               |
| 10   | Axel Chapelle          | Francia     | o    | o    | xxx  |      |      |      |      |      | 5,60 m |                               |
| 11   | Xue Changrui           | Cina        | o    | xo   | xxx  |      |      |      |      |      | 5,60 m |                               |
| 12   | Thiago Braz            | Brasile     | -    | xxo  | -    | xxx  |      |      |      |      | 5,60 m |                               |
| 13   | Scott Houston          | Stati Uniti | xo   | xxo  | xxx  |      |      |      |      |      | 5,60 m |                               |
| 13   | Paweł Wojciechowski    | Polonia     | xo   | xxo  | xxx  |      |      |      |      |      | 5,60 m |                               |
| 15   | Shawnacy Barber        | Canada      | o    | xxx  |      |      |      |      |      |      | 5,45 m |                               |